# Severinia turcomaniae
Severinia turcomaniae är en bönsyrseart som beskrevs av Henri Saussure 1872. Severinia turcomaniae ingår i släktet Severinia och familjen Mantidae.

## Underarter
Arten delas in i följande underarter:
- S. t. turcomaniae
- S. t. septemfluviatilis
- S. t. plurisegmentatus
- S. t. murgabica
- S. t. denticulata
- S. t. amplialata
- S. t. cairaccumi